# Journées portuaires mondiales

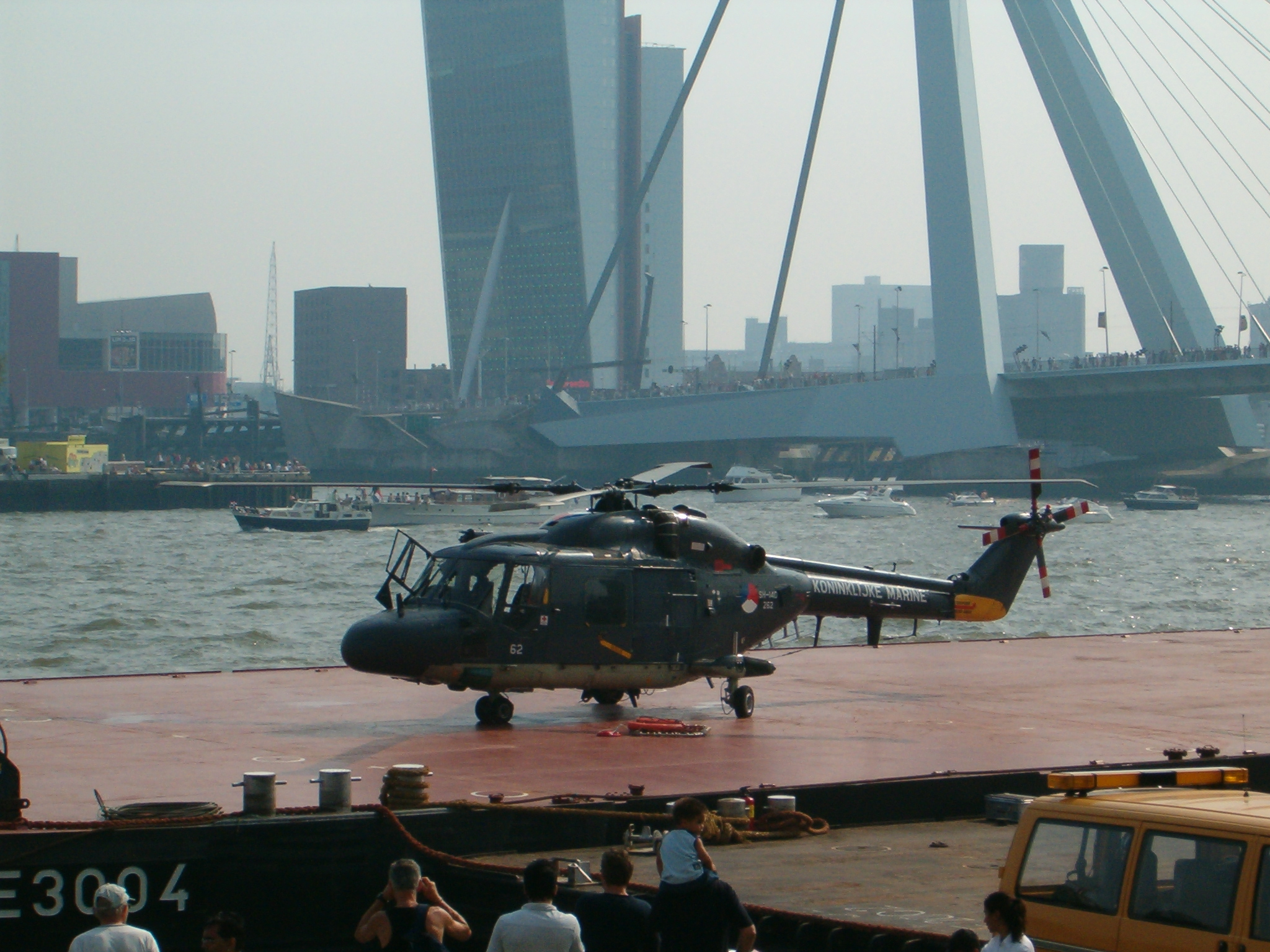
Les Journées portuaires mondiales de 2004.

Les Journées portuaires mondiales (en néerlandais : Wereldhavendagen) est un grand évènement maritime créé en 1976, organisé chaque année au mois de septembre dans le port de la ville néerlandaise de Rotterdam. Il est destiné à se familiariser avec le port de Rotterdam, entre autres, par des visites de navires, des démonstrations sur l'eau et des présentations par des entreprises portuaires. L'évènement attire de nombreux visiteurs. 